# Herman Wallace
Herman Joshua Wallace (* 13. Oktober 1941 in New Orleans; † 4. Oktober 2013 in New Orleans) war ein US-amerikanischer Menschenrechtsaktivist und Teil des Häftlingstrios Angola 3.

## Leben

### Banküberfall und Haftstrafe
1967 wurde der vorher unbekannte Wallace wegen eines Banküberfalls zu einer Haftstrafe in einem Hochsicherheitsgefängnis von Louisiana verurteilt. In den USA galt die Einrichtung damals als eine der gefährlichsten ihrer Art. Wallace und sein Häftlingskamerad Albert Woodfox gründeten im Gefängnis einen Ableger der Bürgerrechtsbewegung Black Panther und machten sich mit ihr für bessere Haftbedingungen stark.

### Attentat im Gefängnis und erneute Verurteilung
Als am 17. April 1972 im umgangssprachlich „Angola“ genannten Gefängnis ein weißer Wärter erstochen wurde, standen als erstes Wallace und Woodfox im Auge der Ermittler. Später verurteilte ein Gericht die Männer zu lebenslanger Haft. Auch Robert King, der dritte des Häftlingstrios „Angola 3“, wird für den Mord verantwortlich gemacht.
Bis zum Tod wies Wallace jede Schuld am Tod des Wärters von sich. Stattdessen habe man sie als unliebsame politische Aktivisten aus dem Weg räumen wollen. 41 Jahre lang saß Wallace in strenger Isolationshaft in einer sechs Quadratmeter großen Gefängniszelle. Er hatte dreimal die Woche, jeweils für eine Stunde alleine Hofgang. Die Menschenrechtsorganisation Amnesty International prangerte seit seiner Inhaftierung die menschenrechtsunwürdigen Haftbedingungen an, da Wallace der Zugang zu Büchern, Zeitungen und Fernsehen eingeschränkt worden sei. In all der Zeit sei es ihm niemals erlaubt gewesen zu arbeiten. Außerdem wurden die Gerichtsverfahren von Amnesty als unfair eingestuft, da die Verurteilung von Wallace hauptsächlich auf den Aussagen anderer Häftlinge basiere, wobei einer seine Angaben später widerrufen habe und ein anderer von der Gefängnisleitung bestochen worden sein soll. DNA-Spuren, die Wallace entlasten könnten, seien verloren gegangen. Selbst die Witwe des ermordeten Wächters sagte 2008, sie glaube nicht, dass Wallace und Woodfox die Täter waren.
Mehr als 150 Mal haben Untersuchungsausschüsse in Louisiana seit 1972 die Einzelhaft von Wallace überprüft. Jedes Mal wurde eine Begnadigung trotz guter Führung abgelehnt.

### Kunstprojekt mit New Yorker Künstlerin
Im Jahre 2001 wurde die New Yorker Künstlerin Jackie Sumell auf Wallace aufmerksam und stellte ihm die Frage: „Wie sähe das Traumhaus eines Mannes aus, der seit mehr als 30 Jahren in einer drei mal zwei Meter großen Zelle sitzt?“ Wallace ließ sich mit der Begründung „er helfe Jackie bei ihrer Karriere und Jackie helfe ihm, auf seinen Kampf aufmerksam zu machen“ auf das Projekt ein. In hunderten Briefen und Telefonaten entwickelten Wallace und Sumell fünf Jahre lang ein Modell. Wallace träumte von Spiegeln über dem Bett und von einer Badewanne so groß wie seine Zelle.

### Weiterführung des Kunstprojektes
Aus dem Projekt entstand 2008 eine Ausstellung, die in mehreren Ländern gezeigt wurde. Wallace bat schließlich, den Traum wahr werden zu lassen und das Haus als Symbol in seiner Heimatstadt zu bauen. Tatsächlich zog Sumell nach New Orleans, doch bisher konnte sie die nötigen Mittel für den Bau nicht aufbringen.
Auch die Dokumentation Herman’s House wollte auf das Verhältnis zwischen der Künstlerin und Wallace aufmerksam machen. Nach Angaben des Produzenten waren die Filmarbeiten schwierig, da die Gefängnisleitung alle Anträge, im Gefängnis filmen zu dürfen, ablehnte. So basiert „Herman’s House“ zu einem großen Teil auf Telefonaten mit Wallace. Der Film wurde im April 2012 auf dem Full Frame Documentary Film Festival in Toronto gezeigt.

### Freilassung und Tod

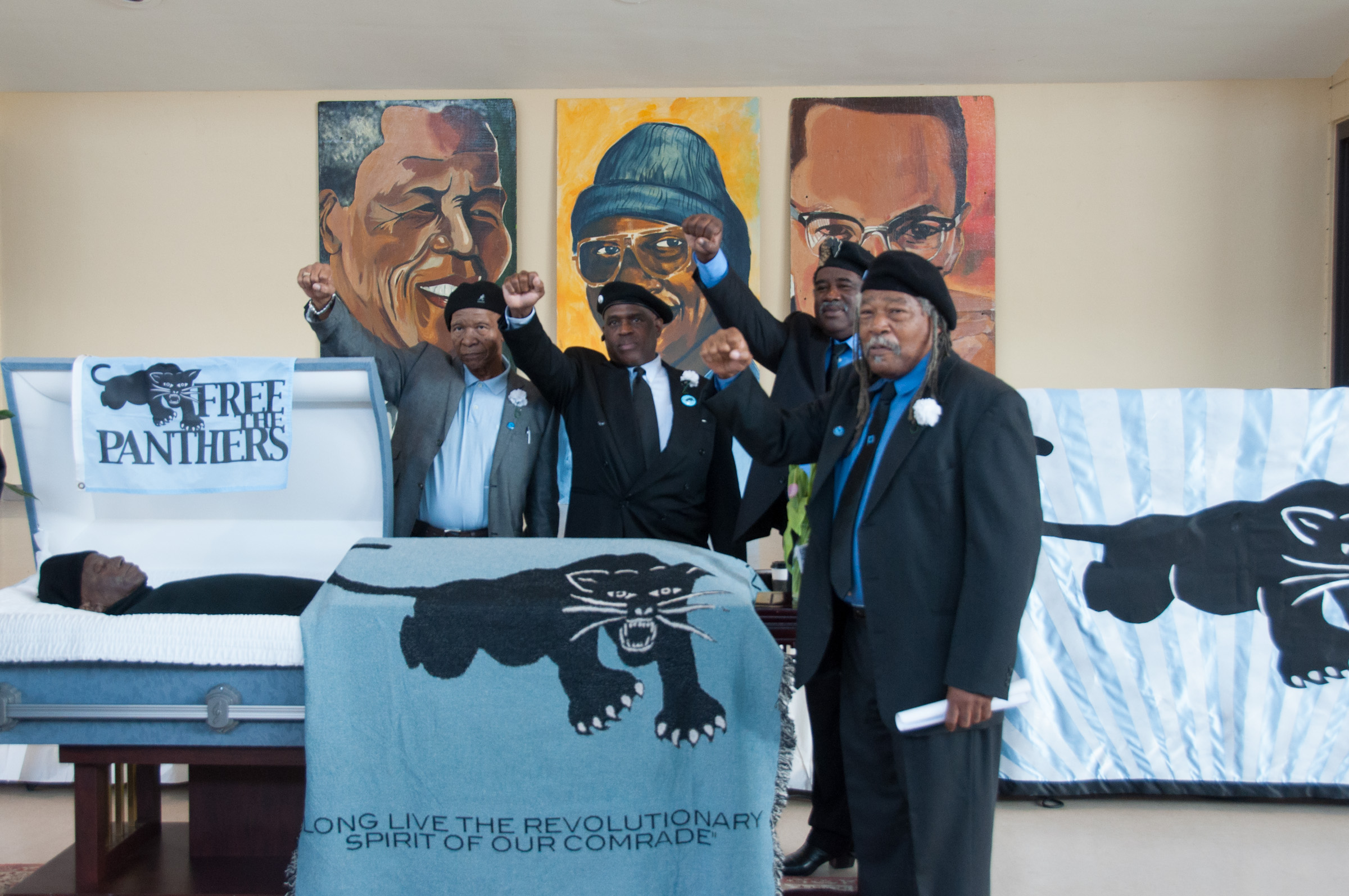
Bestattung von Wallace

Im Sommer 2013 wurde nach starkem Gewichtsverlust tödlicher Leberkrebs bei Wallace diagnostiziert. Nach dem Befund machte sich Amnesty International mit 65.000 Unterschriften erneut für seine umgehende Freilassung stark.
Am 1. Oktober 2013 wurde Wallace überraschend mit der Begründung, sein Gerichtsverfahren sei verfassungswidrig gewesen, aus dem Gefängnis entlassen und in ein Hospiz verlegt. Amnesty International begrüßte die Entscheidung. Wallace wollte nach seiner Entlassung wegen der jahrelangen Isolationshaft rechtlich gegen die Behörden vorgehen. Am 4. Oktober 2013, drei Tage nach seiner Entlassung, starb Wallace mit den Worten „Ich bin ein freier Mann“.